# James Todd
James Mulherrin Todd (Franklin, Luisiana, 25 de maio de 1896 – 1970) foi um engenheiro eletricista e consultor estadunidense em Nova Orleães, o 68º presidente da Sociedade dos Engenheiros Mecânicos dos Estados Unidos em 1949-50.

## Biografia

### Juventude e início de carreira
Filho de John Robert Todd e Fannie Louise (Mayer) Todd. Frequentou escolas públicas em Nova Orleães e a Tulane University, onde obteve o bacharelado em engenharia elétrica em 1918. Serviu então na Primeira Guerra Mundial. Em 1930 obteve um mestrado em engenharia na Tulane University.
Em 1919 iniciou sua carreira como engenheiro chefe na Usina Marrero da Penick & Ford ltd. em Nova Orleães. Em 1922-1923 foi engenheiro mecânico com prática de consultoria por William H. Ennis, e de 1923 a 1928 associado à A.M. Lockett and Co., contratador de engenharia mecânica de Nova Orleães.

### Continuação da carreira e reconhecimento
Em 1928 Todd começou sua própria firma de consultoria nas áreas de mineração, engenharia mecânica e elétrica. Uma de suas primeiras designações foi encarregar-se da engenharia na Jefferson Lake Sulphur Company. Além disso Todd foi "ativo na instalação de ar condicionado no sul; o desenvolvimento da indústria de enxofre em Louisiana, Texas e México; a elaboração do código de construção de Nova Orleães; e projetou a canalização e instalações elétricas e mecânicas de muitos edifícios em Nova Orleães e no Golfo do Sul".

## Publicações selecionadas
- Todd, James M. "Offshore Sulfur Production." Industrial & Engineering Chemistry 42.11 (1950): 2210-2211.